# Miami Open 2012 - Qualificazioni singolare maschile
Le qualificazioni del singolare  maschile del Miami Open 2012 sono state un torneo di tennis preliminare per accedere alla fase finale della manifestazione. I vincitori dell'ultimo turno sono entrati di diritto nel tabellone principale. In caso di ritiro di uno o più giocatori aventi diritto a questi sono subentrati i lucky loser, ossia i giocatori che hanno perso nell'ultimo turno ma che avevano una classifica più alta rispetto agli altri partecipanti che avevano comunque perso nel turno finale.

## Giocatori

### Teste di serie
1. Édouard Roger-Vasselin (qualificato)
2. Tobias Kamke (ultimo turno)
3. Guillermo García López (qualificato)
4. Matthias Bachinger (ultimo turno)
5. Benoît Paire (ultimo turno)
6. Paolo Lorenzi (ultimo turno)
7. Éric Prodon (primo turno)
8. Igor' Andreev (primo turno)
9. Wayne Odesnik (ritirato)
10. Marsel İlhan (primo turno)
11. Simone Bolelli (qualificato)
12. Björn Phau (qualificato)

1. Bobby Reynolds (ultimo turno)
2. Rogério Dutra da Silva (primo turno)
3. Rik De Voest (primo turno)
4. Ricardo Mello (primo turno)
5. Jürgen Zopp (primo turno, ritirato)
6. Horacio Zeballos (primo turno)
7. Thomas Schoorel (primo turno)
8. Michael Russell (ultimo turno)
9. Grega Žemlja (primo turno, ritirato)
10. Paul Capdeville (ultimo turno)
11. Tejmuraz Gabašvili (ritirato)
12. Andrej Golubev (primo turno)

### Qualificati
1. Édouard Roger-Vasselin
2. Antonio Veić
3. David Goffin
4. Guillaume Rufin
5. Serhij Bubka
6. Simone Bolelli

1. Rajeev Ram
2. Guillermo García López
3. Björn Phau
4. Arnaud Clément
5. Frank Dancevic
6. Roberto Bautista Agut

## Tabellone qualificazioni

### Legenda
| - Q = Qualificato - WC = Wild card - LL = Lucky loser | - ALT = Alternate - SE = Special Exempt - PR = Protected Ranking | - w/o = Walkover - r = Ritirato - d = Squalificato |

### Sezione 1
|  | Primo turno | Primo turno            | Primo turno            | Primo turno | Primo turno |  |  | Ultimo turno | Ultimo turno           | Ultimo turno           | Ultimo turno | Ultimo turno |  |
|  |             |                        |                        |             |             |  |  |              |                        |                        |              |              |  |
|  | 1           | Édouard Roger-Vasselin | Édouard Roger-Vasselin | 6           |             |  |  |              |                        |                        |              |              |  |
|  |             | Aleksandr Kudrjavcev   | Aleksandr Kudrjavcev   | 2           | r           |  |  | 1            | Édouard Roger-Vasselin | Édouard Roger-Vasselin | 6            | 6            |  |
|  |             | James Ward             | James Ward             | 6           | 6           |  |  |              | James Ward             | James Ward             | 3            | 3            |  |
|  | 24          | Andrej Golubev         | Andrej Golubev         | 3           | 3           |  |  |              |                        |                        |              |              |  |

### Sezione 2
|  | Primo turno | Primo turno  | Primo turno  | Primo turno | Primo turno |  |  | Ultimo turno | Ultimo turno | Ultimo turno | Ultimo turno | Ultimo turno |  |
|  |             |              |              |             |             |  |  |              |              |              |              |              |  |
|  | 2           | Tobias Kamke | Tobias Kamke | 6           |             |  |  |              |              |              |              |              |  |
|  |             | Júlio Silva  | Júlio Silva  | 2           | r           |  |  | 2            | Tobias Kamke | Tobias Kamke | 4            | 2            |  |
|  |             | Antonio Veić | Antonio Veić | 7           |             |  |  |              | Antonio Veić | Antonio Veić | 6            | 6            |  |
|  | 21          | Grega Žemlja | Grega Žemlja | 5           | r           |  |  |              |              |              |              |              |  |

### Sezione 3
|  | Primo turno | Primo turno            | Primo turno     | Primo turno | Primo turno |  |  | Ultimo turno | Ultimo turno           | Ultimo turno           | Ultimo turno | Ultimo turno |  |
|  |             |                        |                 |             |             |  |  |              |                        |                        |              |              |  |
|  | 3           | Guillermo García López | 6               | 3           | 6           |  |  |              |                        |                        |              |              |  |
|  |             | Matteo Viola           | 3               | 6           | 4           |  |  | 3            | Guillermo García López | Guillermo García López | 7            | 6            |  |
|  |             | Simone Vagnozzi        | Simone Vagnozzi | 1           | 4           |  |  | 13           | Bobby Reynolds         | Bobby Reynolds         | 6(1)         | 4            |  |
|  | 13          | Bobby Reynolds         | Bobby Reynolds  | 6           | 6           |  |  |              |                        |                        |              |              |  |

### Sezione 4
|  | Primo turno | Primo turno        | Primo turno        | Primo turno | Primo turno |  |  | Ultimo turno | Ultimo turno       | Ultimo turno       | Ultimo turno | Ultimo turno |  |
|  |             |                    |                    |             |             |  |  |              |                    |                    |              |              |  |
|  | 4           | Matthias Bachinger | Matthias Bachinger | 6           | 6           |  |  |              |                    |                    |              |              |  |
|  |             | Ruben Bemelmans    | Ruben Bemelmans    | 4           | 2           |  |  | 4            | Matthias Bachinger | Matthias Bachinger | 2            | 4            |  |
|  |             | Rajeev Ram         | Rajeev Ram         | 6           | 6           |  |  |              | Rajeev Ram         | Rajeev Ram         | 6            | 6            |  |
|  | ALT         | Michail Elgin      | Michail Elgin      | 2           | 4           |  |  |              |                    |                    |              |              |  |

### Sezione 5
|  | Primo turno | Primo turno    | Primo turno  | Primo turno | Primo turno |  |  | Ultimo turno | Ultimo turno | Ultimo turno | Ultimo turno | Ultimo turno |  |
|  |             |                |              |             |             |  |  |              |              |              |              |              |  |
|  | 5           | Benoît Paire   | 6            | 2           | 6           |  |  |              |              |              |              |              |  |
|  |             | Alex Kuznetsov | 1            | 6           | 4           |  |  | 5            | Benoît Paire | Benoît Paire | 2            | 2            |  |
|  |             | David Goffin   | David Goffin | 4           |             |  |  |              | David Goffin | David Goffin | 6            | 6            |  |
|  | 17          | Jürgen Zopp    | Jürgen Zopp  | 0           | r           |  |  |              |              |              |              |              |  |

### Sezione 6
|  | Primo turno | Primo turno           | Primo turno        | Primo turno | Primo turno |  |  | Ultimo turno | Ultimo turno          | Ultimo turno | Ultimo turno | Ultimo turno |  |
|  |             |                       |                    |             |             |  |  |              |                       |              |              |              |  |
|  | 6           | Paolo Lorenzi         | Paolo Lorenzi      | 7           | 6           |  |  |              |                       |              |              |              |  |
|  |             | Arnau Brugués-Davi    | Arnau Brugués-Davi | 68          | 3           |  |  | 6            | Paolo Lorenzi         | 7            | 4            | 5            |  |
|  |             | Roberto Bautista Agut | 7                  | 4           | 7           |  |  |              | Roberto Bautista Agut | 5            | 6            | 7            |  |
|  | 15          | Rik De Voest          | 65                 | 6           | 64          |  |  |              |                       |              |              |              |  |

### Sezione 7
|  | Primo turno | Primo turno      | Primo turno      | Primo turno | Primo turno |  |  | Ultimo turno    | Ultimo turno    | Ultimo turno    | Ultimo turno | Ultimo turno |  |
|  |             |                  |                  |             |             |  |  |                 |                 |                 |              |              |  |
|  | 7           | Éric Prodon      | Éric Prodon      | 3           | 3           |  |  |                 |                 |                 |              |              |  |
|  |             | Facundo Bagnis   | Facundo Bagnis   | 6           | 6           |  |  | Facundo Bagnis  | Facundo Bagnis  | Facundo Bagnis  | 0            | 1            |  |
|  |             | Guillaume Rufin  | Guillaume Rufin  | 7           | 6           |  |  | Guillaume Rufin | Guillaume Rufin | Guillaume Rufin | 6            | 6            |  |
|  | 18          | Horacio Zeballos | Horacio Zeballos | 5           | 1           |  |  |                 |                 |                 |              |              |  |

### Sezione 8
|  | Primo turno | Primo turno     | Primo turno | Primo turno | Primo turno |  |  | Ultimo turno | Ultimo turno    | Ultimo turno    | Ultimo turno | Ultimo turno |  |
|  |             |                 |             |             |             |  |  |              |                 |                 |              |              |  |
|  | 8           | Igor' Andreev   | 7           | 4           | 2           |  |  |              |                 |                 |              |              |  |
|  |             | Arnaud Clément  | 68          | 6           | 6           |  |  |              | Arnaud Clément  | Arnaud Clément  | 7            | 6            |  |
|  | WC          | Gastão Elias    | 6           | 3           | 4           |  |  | 22           | Paul Capdeville | Paul Capdeville | 5            | 1            |  |
|  | 22          | Paul Capdeville | 1           | 6           | 6           |  |  |              |                 |                 |              |              |  |

### Sezione 9
|  | Primo turno | Primo turno            | Primo turno            | Primo turno | Primo turno |  |  | Ultimo turno   | Ultimo turno   | Ultimo turno | Ultimo turno | Ultimo turno |  |
|  |             |                        |                        |             |             |  |  |                |                |              |              |              |  |
|  | ALT         | Víctor Estrella Burgos | Víctor Estrella Burgos | 68          | 4           |  |  |                |                |              |              |              |  |
|  |             | Yūichi Sugita          | Yūichi Sugita          | 7           | 6           |  |  | Yūichi Sugita  | Yūichi Sugita  | 6            | 3            | 1            |  |
|  |             | Frank Dancevic         | Frank Dancevic         | 6           | 6           |  |  | Frank Dancevic | Frank Dancevic | 4            | 6            | 6            |  |
|  | 16          | Ricardo Mello          | Ricardo Mello          | 4           | 4           |  |  |                |                |              |              |              |  |

### Sezione 10
|  | Primo turno | Primo turno            | Primo turno            | Primo turno | Primo turno |  |  | Ultimo turno | Ultimo turno      | Ultimo turno      | Ultimo turno | Ultimo turno |  |
|  |             |                        |                        |             |             |  |  |              |                   |                   |              |              |  |
|  | 10          | Marsel İlhan           | Marsel İlhan           | 4           | 1           |  |  |              |                   |                   |              |              |  |
|  | WC          | Marco Chiudinelli      | Marco Chiudinelli      | 6           | 6           |  |  | WC           | Marco Chiudinelli | Marco Chiudinelli | 3            | 1r           |  |
|  |             | Serhij Bubka           | Serhij Bubka           | 7           | 6           |  |  |              | Serhij Bubka      | Serhij Bubka      | 6            | 3            |  |
|  | 14          | Rogério Dutra da Silva | Rogério Dutra da Silva | 5           | 4           |  |  |              |                   |                   |              |              |  |

### Sezione 11
|  | Primo turno | Primo turno     | Primo turno     | Primo turno | Primo turno |  |  | Ultimo turno | Ultimo turno   | Ultimo turno   | Ultimo turno | Ultimo turno |  |
|  |             |                 |                 |             |             |  |  |              |                |                |              |              |  |
|  | 11          | Simone Bolelli  | 4               | 7           | 6           |  |  |              |                |                |              |              |  |
|  |             | Amer Delić      | 6               | 65          | 3           |  |  | 11           | Simone Bolelli | Simone Bolelli | 7            | 7            |  |
|  |             | Florent Serra   | Florent Serra   | 6           | 6           |  |  |              | Florent Serra  | Florent Serra  | 62           | 5            |  |
|  | 19          | Thomas Schoorel | Thomas Schoorel | 3           | 2           |  |  |              |                |                |              |              |  |

### Sezione 12
|  | Primo turno | Primo turno     | Primo turno  | Primo turno | Primo turno |  |  | Ultimo turno | Ultimo turno    | Ultimo turno | Ultimo turno | Ultimo turno |  |
|  |             |                 |              |             |             |  |  |              |                 |              |              |              |  |
|  | 12          | Björn Phau      | Björn Phau   | 7           | 6           |  |  |              |                 |              |              |              |  |
|  | WC          | Daniel Evans    | Daniel Evans | 64          | 0           |  |  | 12           | Björn Phau      | 3            | 6            | 6            |  |
|  | WC          | Tim Smyczek     | 6            | 3           | 2           |  |  | 20           | Michael Russell | 6            | 1            | 2            |  |
|  | 20          | Michael Russell | 4            | 6           | 6           |  |  |              |                 |              |              |              |  |